# Carnaval de Bezerros
O Carnaval de Bezerros diz respeito à festa de momo realizada na cidade de Bezerros, no estado brasileiro de Pernambuco.
Datado do século XIX, é considerado um dos carnavais mais tradicionais de Pernambuco.

## História
O papangu, símbolo do Carnaval de Bezerros, surgiu no ano de 1881, através de uma brincadeira de familiares dos senhores de engenhos, que saiam mascarados e mal vestidos para visitar amigos nas festas de entrudo, e comiam angu. As crianças passaram então a chamar os mascarados de "papa-angu".